# Андус
Анду́с (также Андуз, Андуз-Су; укр. Андус, крымскотат. Andus) — река в юго-восточном Крыму, на территории большой Алушты. Длина реки 10 км (по другим данным 12 км), площадь водосборного бассейна — 52 км², уклон реки 58 м/км. Средний расход воды — 0,28 м³/с.
Исток Андуса находится на юго-восточном склоне горы Ликон Караби-яйлы, по одним данным на высоте 700 м над уровнем моря; по информации Николая Васильевича Рухлова, приведённой в книге 1915 года «Обзор речных долин горной части Крыма», река начинается из источника Курпия-Чокрак — это название современными исследователями соотносится с родником Нефан-Узень, началом одноимённого притока Андуса. Истоком же реки принято считать родники у горы Ликон, называемые Андуз-I, II и III (№ 527, 528 и 529 по нумерации Ялтинской гидрогеологической и инженерно-геологической партии), расположенные на высоте 540 (I и III) и 530 м.
В верховье река течёт в горной местности, а в среднем течении рельеф крупнохолмистый, склоны долины покрыты редкой растительностью с чередованием оголённых скал, в нижней части — очень редкая растительность и трава, выгорающая летом. В долине Андуса распространена итальянская сосна. У реки два значительных притока: Нефан-Узень и Алачук, который длиней основной реки и впадает вблизи устья. Впадает Андус в Чёрное море в селе Рыбачье, образуя из речных галечных наносов широкий пляж. Расход воды в устье Н. В. Рухлов определял в 200 000 вёдер в сутки (около 9 млн м³ в год). Водоохранная зона реки установлена в 50 м.
В атласе «Путешествуем по горному Крыму», 207 года, река, по неизвестной причине, подписана, как Алачук, также Нефан-Узень и Андуз-Су, а приток Нефан-Узень — как Сильви-Агач-Узень, на километровке Генштаба издания 1976 года — как Нефан-Узень, протекающий по долине Андус, на карте из сборника Петра Кеппена 1836 года — Андуз.